# Nocena księżycówka
Nocena księżycówka (Calophasia lunula) – gatunek motyla z rodziny sówkowatych. Zamieszkuje krainę palearktyczną od Półwyspu Iberyjskiego po wybrzeża Pacyfiku. Introdukowano go ponadto do Nearktyki. Gąsienice żerują na lnicach.

## Taksonomia
Gatunek ten opisany został po raz pierwszy w 1766 roku przez Johanna Siegfrieda Hufnagela pod nazwą Phalaena lunula. Jako miejsce typowe autor wskazał okolice Berlina w Niemczech. W 1775 roku ten sam gatunek opisany został z Wiednia przez Johanna N.C.M. Denisa i Ignaza Schiffermüllera jako Noctua linariae i to pod tą nazwą James Francis Stephens wyznaczył go w 1829 roku gatunkiem typowym rodzaju Calophasia.
W obrębie tego gatunku wyróżnia się trzy podgatunki:
- Calophasia lunula lunula (Hufnagel, 1766)
- Calophasia lunula ocellata Ronkay & Ronkay, 1995
- Calophasia lunula stempfferi Boursin, 1926

## Morfologia

### Owad dorosły

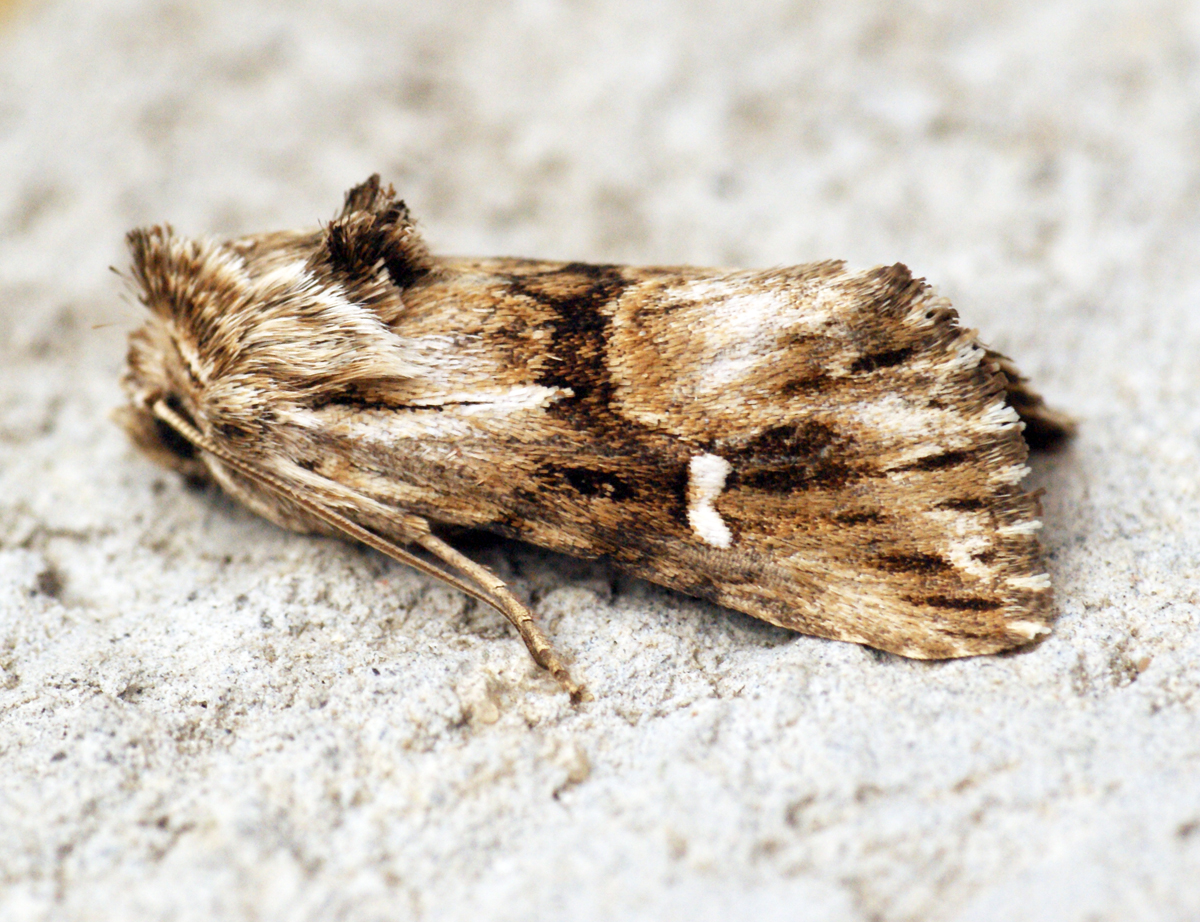
Imago w spoczynku

Motyl ten osiąga od 26 do 32 mm rozpiętości skrzydeł. Ma dużą głowę z szerokim, porośniętym odstającymi łuskami, brunatnoszarym czołem. Czułki samicy są gładkie, zaś samca słabo ząbkowane. Krępy tułów porastają szerokie, przylegające łuski. Skrzydło przednie jest szerokie, dość krótkie, długości od 12 do 14 mm. Tło ma szare z brunatnoszarną nasadą. Wzór jest biały i czarny, w tym niemal całkiem czarna jest przepaska środkowa. Skrzydło tylne ma zaokrąglony kształt. Odwłok jest krótki i gruby. 

### Stadia rozwojowe

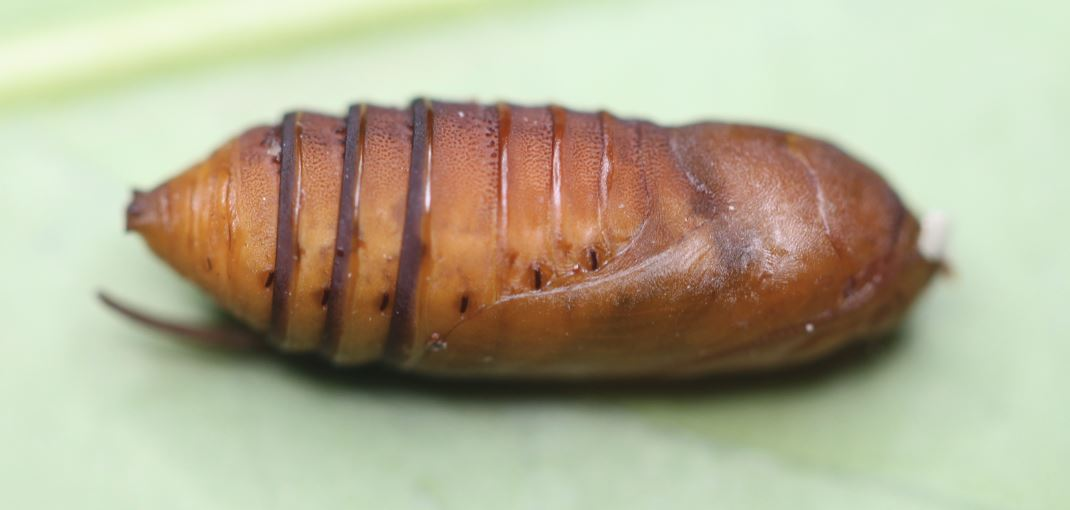
Poczwarka

Jajo ma kształt stożkowaty ze stępionym wierzchołkiem. Na chorionie występują silnie wykształcone, podłużne żeberka. Barwa jaja jest żółtawa.
Wyrośnięta gąsienica ma ubarwienie z białawym lub żółtym tłem na którym widnieją dwie drugorzędowe linie grzbietowe formowane przez duże, czarne plamy oraz liczne, nieregularnie rozmieszczone, czarne kropki na bokach ciała. 
Poczwarka jest rudobrązowa z ciemniejszymi brzegami segmentów odwłoka i dwoma szeregami ciemniejszych kropek, po parze na bokach każdego segmentu. Osłonka ssawki jest bardzo długa i osiąga, a nawet przekracza wysokość wierzchołka odwłoka. Kremaster jest stępiony i zaopatrzony w cztery krótkie szczecinki.

## Biologia i ekologia

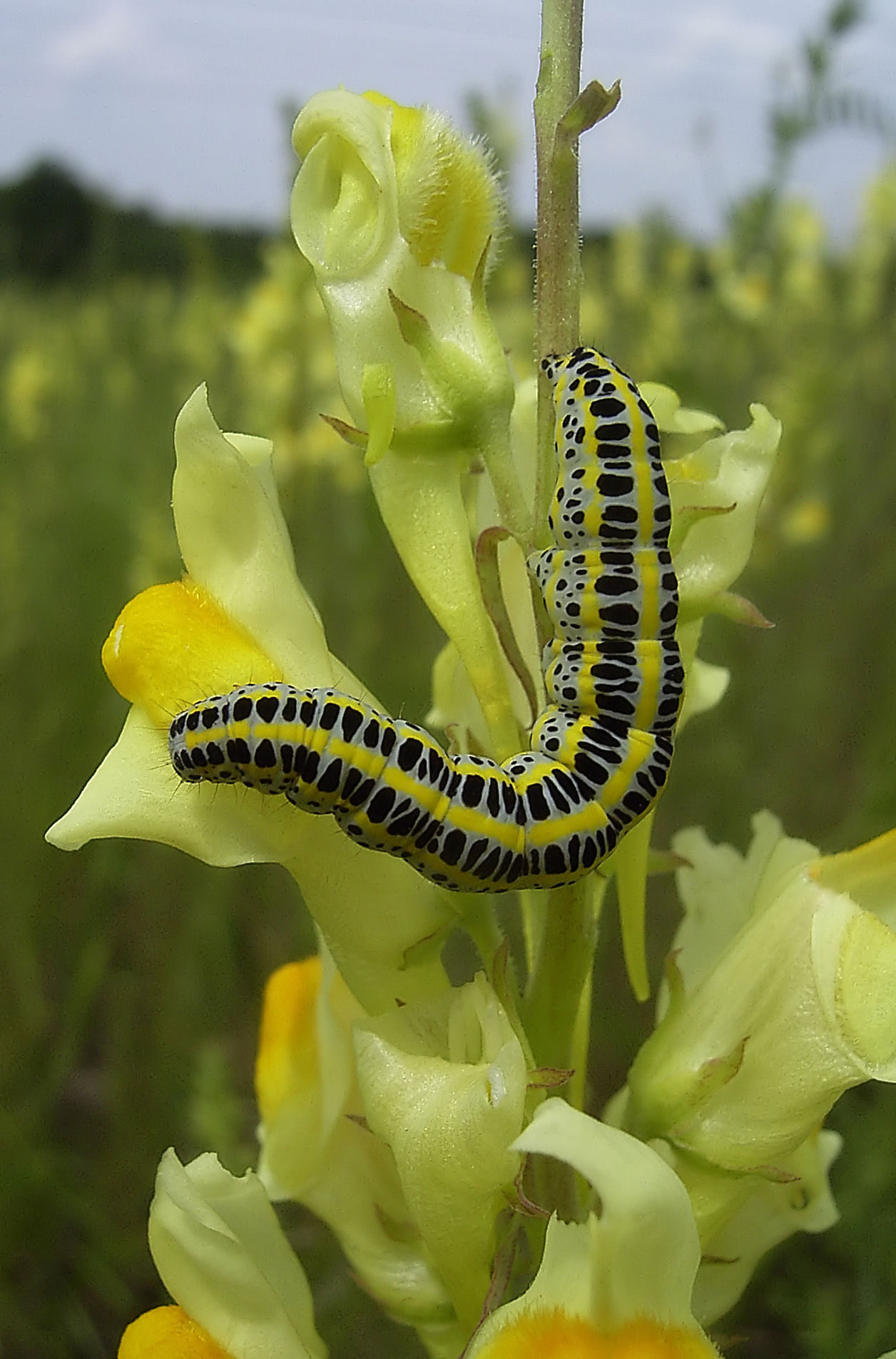
Gąsienica na roślinie żywicielskiej

Owad ten zasiedla skraje lasów, polany leśne, suche łąki, kamieniste zbocza, wydmy, ugory, parki, siedliska ruderalne, wyschnięte torfowiska i przydroża. Owady dorosłe pojawiają się w dwóch pokoleniach, których pory lotu nie są wyraźnie oddzielone, w związku z czym obserwuje się je od końca kwietnia lub maja do sierpnia lub września. Latają zarówno nocą, jak i za dnia. Odżywiają się nektarem.
Gąsienice żerują od czerwca do września. Ich roślinami pokarmowymi są lnice, najczęściej lnica pospolita, ale także Linaria angustissima, lnica janowcowata i lnica kreskowana. Wyrośnięta gąsienica konstruuje cienki i mocny kokon o ciemnobrązowej barwie, zwykle umieszczając go na przyziemnych częściach roślin, np. u podstawy kęp traw, rzadziej na powierzchni gleby. W nim następuje przepoczwarczenie. Poczwarka jest stadium zimującym.

## Rozprzestrzenienie i zagrożenie
Gatunek palearktyczny. W Europie znany jest z Hiszpanii, Andory, Andory, Wielkiej Brytanii, Francji, Belgii, Luksemburgu, Holandii, Niemiec, Szwajcarii, Austrii, Włoch, Danii, Szwecji, Norwegii, Finlandii Estonii, Łotwy, Litwy, Polski, Czech, Słowacji, Węgier, Białorusi, Ukrainy, Rumunii, Mołdawii, Bułgarii, Słowenii, Chorwacji, Bośni i Hercegowiny, Serbii, Czarnogóry, Macedonii Północnej, Albanii, Grecji oraz europejskich części Rosji i Turcji. Dalej na wschód zamieszkuje azjatycką część Turcji, południowy Ural, południową Syberię i Rosyjski Daleki Wschód. 
W 1965 roku nocenę księżycówkę introdukowano do nearktycznej Ameryki Północnej celem biologicznego zwalczania lnic, będących tam roślinami inwazyjnymi. Motyl ten występuje tam zarówno w Stanach Zjednoczonych, jak i Kanadzie.
W Polsce jest gatunkiem stosunkowo pospolitym, znanym z całego kraju oprócz wyższych położeń górskich i jedynym przedstawicielem swojego rodzaju. W Alpach dochodzi do wysokości 2000 m n.p.m.
W wielu regionach Europy motyl ten jest gatunkiem wycofującym się. Mimo przystosowania do rozwoju na terenach ruderalnych i przydrożach, również takie siedliska ulegają kurczeniu i zanikowi.